# Goodia oriens
Goodia oriens är en fjärilsart som beskrevs av George Francis Hampson 1909. Goodia oriens ingår i släktet Goodia och familjen påfågelsspinnare. Inga underarter finns listade i Catalogue of Life.